# Diory Hernández
Diory Hernández (nacido el 8 de abril de 1984 en San Pedro de Macorís) es un infielder dominicano de Grandes Ligas que se encuentra en la organización de los Astros de Houston.
Hernández fue promovido a Atlanta desde Triple-A después de batear .355 con 12 dobles en 29 partidos para sustituir al lesionado Omar Infante.
El 2 de agosto de 2010, Hernández fue promovido a Atlanta desde Triple-A para reemplazar al lesionado segunda base venezolano Martín Prado.
A partir del 7 de abril de 2011, Hernández fue el segunda base titular de los Gwinnett Braves.
El 29 de julio de 2011, Hernández fue designado para asignación.
Los Astros de Houston firmaron a Hernández con un contrato de ligas menores el 1 de diciembre de 2011. También recibió una invitación a los entrenamientos de primavera.
En diciembre de 2014, Hernández de lesionó jugando con los Tigres del Licey al recibir un pelotazo en la muñeca.